# Heinrich-Schütz-Konservatorium Dresden
Das Heinrich-Schütz-Konservatorium Dresden (HSKD) ist eine nach dem Komponisten Heinrich Schütz benannte Musikschule in Dresden und gehört zu den größten Musikschulen in Sachsen.

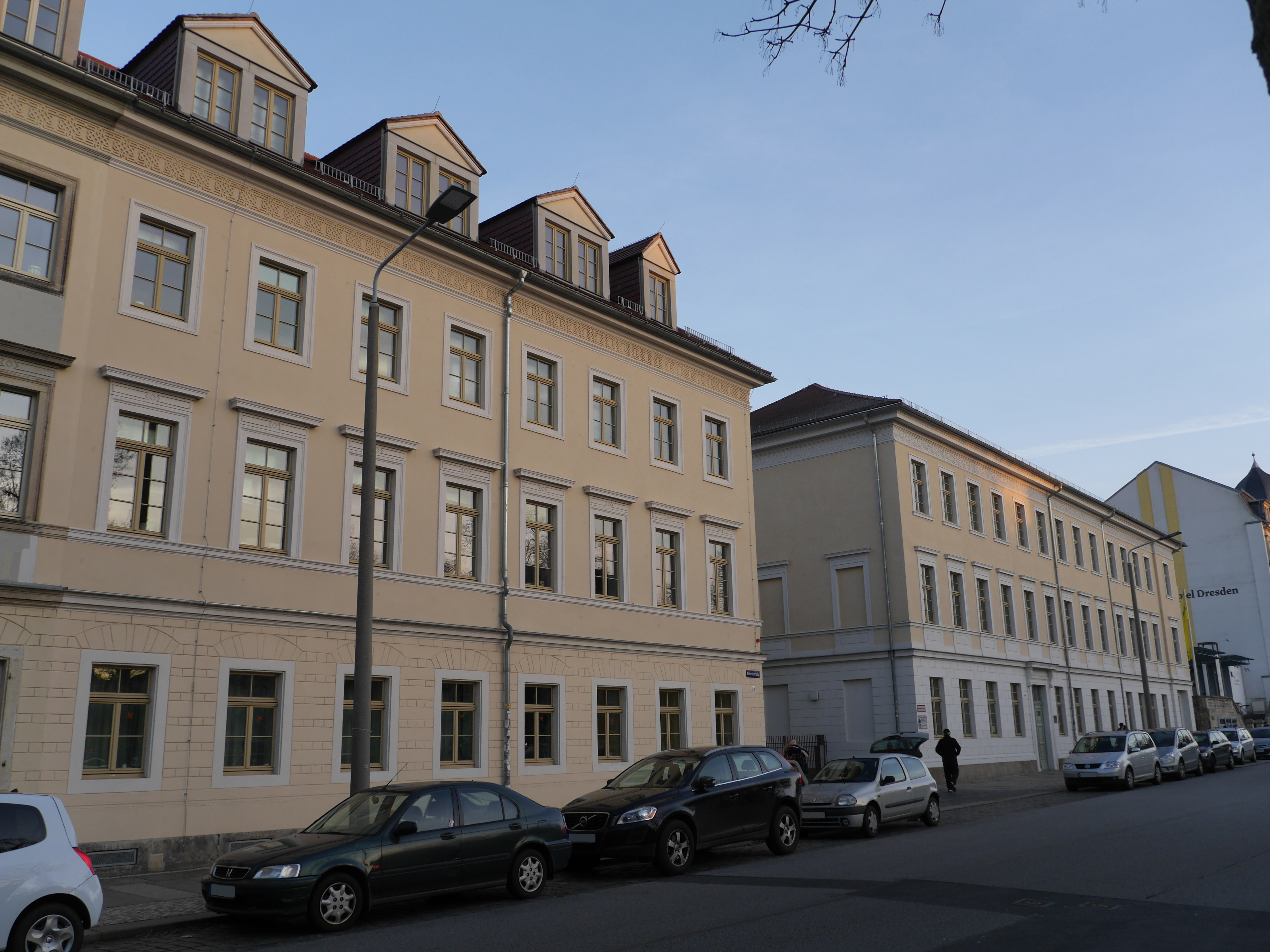
Hauptniederlassung des Heinrich-Schütz-Konservatoriums in der Glacisstraße (links Haus C, rechts Haus B und A; dahinter ist das Kleine Haus zu sehen)

Das HSKD wurde am 1. Januar 1996 als Nachfolger von Städtischer Musikschule Dresden und Landesmusikschule Sachsen gegründet. Es ist Mitglied im Verband deutscher Musikschulen (VdM) und finanziert sich neben den Unterrichtsentgelten aus Fördermitteln der Landeshauptstadt Dresden und des Freistaates Sachsen. Der Zuschuss der Stadt Dresden beträgt mit Stand 2015 jährlich 2,1 Millionen Euro bei einem Gesamtetat von 6 Millionen Euro.
Unterrichtsorte sind neben der 2006 bis 2008 sanierten Hauptniederlassung auch mehrere Außenstellen, etwa im Kraftwerk Mitte. Die Hauptgeschäftsstelle in der Glacisstraße gliedert sich in drei fließend übergehende Häuser (A, B und C), wobei im Haus C, welches durch einen Glasgang im ersten Obergeschoss mit Haus B verbunden ist, überwiegend der Verwaltungsteil und die Geschäftsleitung untergebracht sind.
Zum Konservatorium gehören zahlreiche Ensembles, etwa das seit 1962 bestehende „Dresdner Jugendsinfonieorchester“, das „Bundinstrumentenorchester B.I.O.“ mit Nachwuchsorchester, das „Sinfonische Blasorchester“, der Knabenchor Dresden, der Dresdner Motettenchor sowie weitere Chöre, Orchester, Bands und Kammermusikgruppen.